# Raideur (mécanique)
Pour les articles homonymes, voir raideur.
Ne doit pas être confondu avec Dureté (matériau).

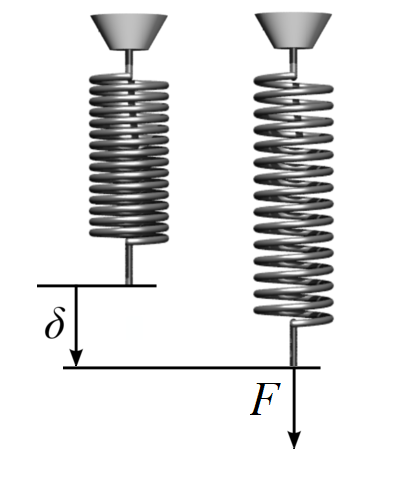
Rigidité d'un ressort hélicoïdal

La raideur est la caractéristique qui indique la résistance à la déformation élastique d'un corps (par exemple un ressort). Plus une pièce est raide, plus il faut lui appliquer un effort important pour obtenir une déflexion donnée.
Dans certains secteurs, son inverse est appelé souplesse ou flexibilité. Pour d'autres, la souplesse est définie par au moins deux données, « l'amplitude » et « la force nécessaire au mouvement ». De ce fait, la souplesse ne peut rigoureusement pas être l'inverse de la raideur. La souplesse est une propriété extensive. On réserve le terme apparenté rigidité pour indiquer une raideur infinie.

## Définition
La raideur, notée {\displaystyle k}, exprime la relation de proportionnalité entre la force {\displaystyle F} appliquée en un point et la déflexion {\displaystyle x} résultante en ce point :
{\displaystyle k={\frac {F}{x}}}
où
{\displaystyle F} est la force appliquée ;
{\displaystyle x} est la déflexion de la structure au point considéré.
On peut parler de raideur en traction-compression, en flexion ou en cisaillement. Elles s'expriment en newtons par mètre (N/m) ou ses multiples, dans le Système international d'unités.

## Raideur angulaire
On définit de façon similaire la raideur angulaire {\displaystyle k_{\theta }} par :
{\displaystyle k_{\theta }={\frac {M}{\theta }}}
où :
{\displaystyle M} est le moment de force ;
{\displaystyle \theta } est l'angle de rotation induit par le moment de force.
On peut parler de raideur angulaire en torsion ou en flexion. Dans le Système international d'unités, la raideur angulaire s'exprime en newtons mètres par radian (N m rad−1).

## Matrice de raideur
On peut exprimer la raideur sous forme matricielle, forces et déplacements étant des vecteurs (respectivement {\displaystyle F} et {\displaystyle x}) :
{\displaystyle F_{i}=k_{ij}\circ x_{j}\,}
Cette notation peut s'élargir aux six degrés de libertés par points : les trois translations et les trois rotations.
En calcul numérique, on utilise une matrice de raideur établissant la relation entre efforts et déplacements en différents points d'une structure ; son inverse est la matrice de souplesse.

## Équivalence en mécanique des milieux continus
La notion équivalente en mécanique des milieux continus est le tenseur des rigidités (exprimé en multiples du Pa) ; son inverse est le tenseur des souplesses (ou des complaisances).
La raideur exprime la notion d'élasticité en termes de mécanique du solide : efforts et déplacements. Le module d'élasticité exprime la même notion d'élasticité mais entre les termes continus de contraintes et de déformations.
Dans les cas géométriquement simples, on peut relier analytiquement ces grandeurs. Par exemple, dans le cas d'une barre de section constante chargée en traction-compression, la raideur s'exprime en fonction du module de Young :
{\displaystyle k={\frac {A\cdot E}{L}}\,}
où
{\displaystyle A} est l'aire de la section de la barre ou de la poutre ;
{\displaystyle E} est le module d'élasticité en traction-compression (ou module de Young) ;
{\displaystyle L} est la longueur de la barre ou de la poutre.

## Énergie de déformation
L'énergie de déformation {\displaystyle E} accumulée dans un élément de raideur {\displaystyle k} vaut :
{\displaystyle E={\frac {1}{2}}k\cdot x^{2}={\frac {1}{2}}{\frac {F^{2}}{k}}\,}.